# Formartine and Buchan Way

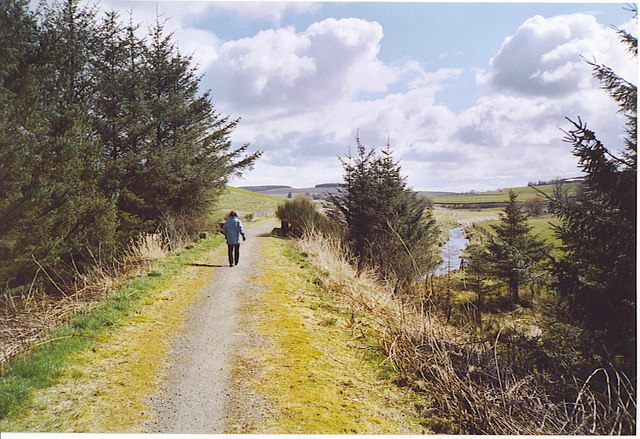

De Formartine and Buchan Way is een langeafstandswandelpad (Great Trail) in Fife in Schotland. Het pad werd geopend in 2002, is 64 kilometer lang en loopt van Dyce tot Fraserburgh en Peterhead.